# 阮福𩅽
阮福𩅽（越南语：／；1758年—1799年），又稱尊室𩅽（越南语：／），阮福映復國時期的大將。
阮福阮福𩅽是顯宗阮福淍之孫，阮福霑庶子，景興五十六年（1795年）到嘉定投效阮福映，被任命為欽差該隊，積累戰功，官至班直右衛副衛尉。景興六十年（1799年），阮福𩅽跟隨阮福映進攻歸仁城，在新安江戰役中陣亡，年四十二歲。追贈錦衣衛掌衛事，入祀顯忠祠。明命五年（1824年），阮廷追贈神策軍統制，諡忠勇。

## 子女
阮福𩅽有子尊室羣，官至護陵中衛該隊，贈明義校尉副親軍衛。